# ديف هولينز
ديف هولينز (بالإنجليزية: Dave Hollins) هو لاعب كرة قاعدة أمريكي، ولد في 25 مايو 1966 في بوفالو في الولايات المتحدة.

## وصلات خارجية
- ديف هولينز على موقع دوري كرة القاعدة الرئيسي (الإنجليزية)
- ديف هولينز على موقعبيزبول رفرنس.كوم (الدوري الرئيسي) (الإنجليزية)
- ديف هولينز على موقعبيزبول رفرنس.كوم (الدوري الثانوي) (الإنجليزية)
- ديف هولينز على موقع إي إس بي إن.كوم (أم.أل.بي) (الإنجليزية)
- ديف هولينز على موقع مشجعي الرسوم البيانية (الإنجليزية)